# Liste der Kulturdenkmäler in Spiesheim
In der Liste der Kulturdenkmäler in Spiesheim sind alle Kulturdenkmäler der rheinland-pfälzischen Ortsgemeinde Spiesheim aufgeführt. Grundlage ist die Denkmalliste des Landes Rheinland-Pfalz (Stand: 25. März 2025).

## Einzeldenkmäler
| Bezeichnung                         | Lage                                | Baujahr                 | Beschreibung | Bild                           |
| ----------------------------------- | ----------------------------------- | ----------------------- | --- | ------------------------------ |
| Wasserbehälter                      | Armsheimer Weg Lage                 | 1905                    | Wasserbehälter, Jugendstiltypenbau, bezeichnet 1905 | BW                             |
| Hofanlage                           | Berggässchen 6 Lage                 | 17. und 19. Jahrhundert | Vierseithof, 17. und 19. Jahrhundert; barockes Wohnhaus, teilweise Zierfachwerk, um 1680, Wirtschaftsgebäude; bauliche Gesamtanlage | BW                             |
| Katholisches Pfarrhaus              | Kirchstraße 3 Lage                  | 1750                    | ehemaliges katholisches Pfarrhaus; spätbarocker abgewalmter Mansarddachbau, 1750 | BW                             |
| Katholische Pfarrkirche St. Stephan | Kirchstraße 9 Lage                  | 12. Jahrhundert         | romanischer Westturm, 12. Jahrhundert, Veränderung bezeichnet 1681; barocker Saal, 1726–28, Architekt wohl der kurpfälzische Hofbaumeister Kaspar Valerius; an der Kirche ehemals befestigter Friedhof, barockes Kruzifix, bezeichnet 1723 | weitere Bilder Fotos hochladen |
| Kriegerdenkmal                      | Lidingstraße, gegenüber Nr. 19 Lage | 1937                    | Kriegerdenkmal 1914/18, Relief, 1937 | BW                             |
| Wohnhaus                            | Mittelstraße 10 Lage                | um 1760/70              | spätbarockes Fachwerkhaus, teilweise massiv, abgewalmtes Mansarddach, um 1760/70 | BW                             |
| Wohnhaus                            | Mittelstraße 16 Lage                | 1702                    | barockes Fachwerkhaus, teilweise massiv, bezeichnet 1702 | BW                             |
| Hofanlage                           | Niederstraße 19/21 Lage             | 17. Jahrhundert         | Hofanlage; Doppelwohnhaus, im Kern aus dem 17. Jahrhundert, im 19. Jahrhundert überformt, teilweise mit Zierfachwerk (teilweise verputzt), bezeichnet 1684                                                                                 | BW                             |
| Hofanlage                           | Niederstraße 24 Lage                | 18. und 19. Jahrhundert | charakteristische rheinhessische Hofanlage mit Torbau und Umfassungsmauer, 18. und 19. Jahrhundert | BW                             |
| Hofanlage                           | Oberstraße 51 Lage                  | 1748                    | Dreiseithof; spätbarockes Wohnhaus, teilweise Zierfachwerk, bezeichnet 1748, Stichbogengliederung wohl um 1770 | BW                             |
| Neue Schule                         | Oberstraße 63 Lage                  | 1889/90                 | gründerzeitlicher Winkelbau, 1889/90 | Fotos hochladen                |
| Evangelische Kirche                 | Schmiedstraße 2 Lage                | 1846                    | Saalbau, romanisierender Rundbogenstil, 1846; Kriegerdenkmal 1870/71, Obelisk, bezeichnet 1882 | Fotos hochladen                |

## Ehemalige Kulturdenkmäler
| Bezeichnung | Lage                 | Baujahr                            | Beschreibung                                                                 | Bild |
| ----------- | -------------------- | ---------------------------------- | ---------------------------------------------------------------------------- | ---- |
| Wohnhaus    | Lidingstraße 11 Lage | zweite Hälfte des 19. Jahrhunderts | Backsteinhaus, zweite Hälfte des 19. Jahrhunderts; aus Denkmalliste gelöscht | BW   |